# Алексей Соломатин
Алексей Фролович Соломатин (12 февруари 1921 г. – 21 май 1943 г. ) – Герой на Съветския съюз, командир на ескадрила на 296-ти изтребителен авиационен полк на 268-ма изтребителна авиационна дивизия на 8-ма въздушна армия на Южния фронт, капитан.
Алексей Фролович Соломатин е роден на 12 февруари 1921 г. в село Бунаково-2 (сега Ферзиковски район, Калужска област) в голямо руско селско семейство.  
Получава основното си образование в Каравайнското училище, след което завършва Новолокското седемгодишно училище. От 1936 г. той учи в Техниката по напояване в Калуга, като в същото време учи в клуба по летене. Завършива 3-ти курс на техникум и летателен клуб. През 1939 г. постъпва в Качинското авиационно училище, след което работи в Батайскто авиационно училище като летец-инструктор.
От 1939 г. е член на Съветската армия. През 1940 г. завършва Качинското военно авиационно летателно училище. От 1942 г. е член на КПСС.
От юни 1941 г. участва във Великата отечествена война като командир на ескадрила на 296-ти изтребителен авиационен полк (по-късно 73-ти гвардейски изтребителен авиационен полк), 268-ма изтребителна авиационна дивизия, 8-ма въздушна армия, Южен фронт. До февруари 1943 г. старши лейтенант Соломатин е извършил 266 бойни мисии, в 108 въздушни битки той лично е свалил 12 и като част от групата 15 вражески самолета. В началото на 1943 г. в полка идва да служи Лидия Литвяк, която е назначена за последовател на Соломатин (известно време по-късно става негова съпруга).
Капитан Соломатин загива на 21 май 1943 г. в самолетна катастрофа, станала близо до чифлик Павловка на Красногвардейски (сега Красносулински) район на Ростовска област, пред очите на другарите и любимата си, след удар в земята в центъра на летище Поповка.
Погребението се състои на площада на фермата Павловка.
Общо Соломатин сваля 13 вражески самолета лично и 16 като част от група.

## Семейство
Съпруга Лидия Литвяк (1921 – 1943) – пилот на изтребителна авиация, младши лейтенант, най-успешната жена пилот от Втората световна война, Герой на Съветския съюз. Тя загива в битка на фронта Миус два месеца и половина след смъртта на съпруга си.

## Награди
- С указ на Президиума на Върховния съвет на СССР от 1 май 1943 г. за смелост и храброст, проявени в битките с нацистките нашественици, капитан Алексей Фролович Соломатин е удостоен със званието Герой на Съветския съюз с орден „Ленин“ и медал „Златна звезда“ (№ 955).
- Два ордена на „Ленин“, орден на „Червеното знаме“ .

## Памет
- На 9 май 1975 г. в чест на 30-годишнината от Победата над нацистка Германия е открит мемориален комплекс[4] [ 4 ] в чест на загиналите по време на Великата отечествена война в Централното имение на колхоза „Мичурин“ в с. Киселево, Красносулински район, Ростовска област. Тук са пренесени тленните останки на капитан Соломатин.[4]
- На сградата на техникума по напояване и отводняване в Калуга е поставена паметна плоча в чест на Соломатин.
- На 7 май 2021 г. в пощенско обращение влезе марка, посветена на Героите на Съветския съюз, съпрузите А.Ф. Соломатин и Л.В. Литвяк в чест на 100-годишнината от рождението му.